# Krinicsuvate (Kirovohradi terület)
Krinicsuvate (ukránul: Криничувате) falu Ukrajna Kirovohradi területének Kropivnickiji járásában. Becsült lakossága 141 fő.
A 2020-as közigazgatási reformig a Kompanyijivkai járáshoz tartozott. Ezt a járás 2020-ban megszüntették és az újonnan létrehozott a Kropivnickiji járás része lett. A falu a Kompanyijivkai Kistérségi Társulás tagja lett.
Az 1989-es népszámlálás idején 90, a 2001-es népszámláláskor 159 lakosa volt. A népesség 98,58%-a ukrán, 1,42%-a orosz anyanyelvűnek vallotta magát.